# کلیسای جامع پیتربورو
کلیسای جامع پیتربورو (انگلیسی: Peterborough Cathedral) یک کلیسای جامع در شهر پیتربورو، انگلستان است.
این کلیسا که در قرن هفتم میلادی بنیان‌گذاری شده ساختمان فعلی آن در سال ۱۱۱۸ میلادی ساخته شده‌است، کلیسای پیتربورو دارای ۱۴۷ متر طول، ۴۴ متر ارتفاع و ۳ برج می‌باشد.

## نگارخانه

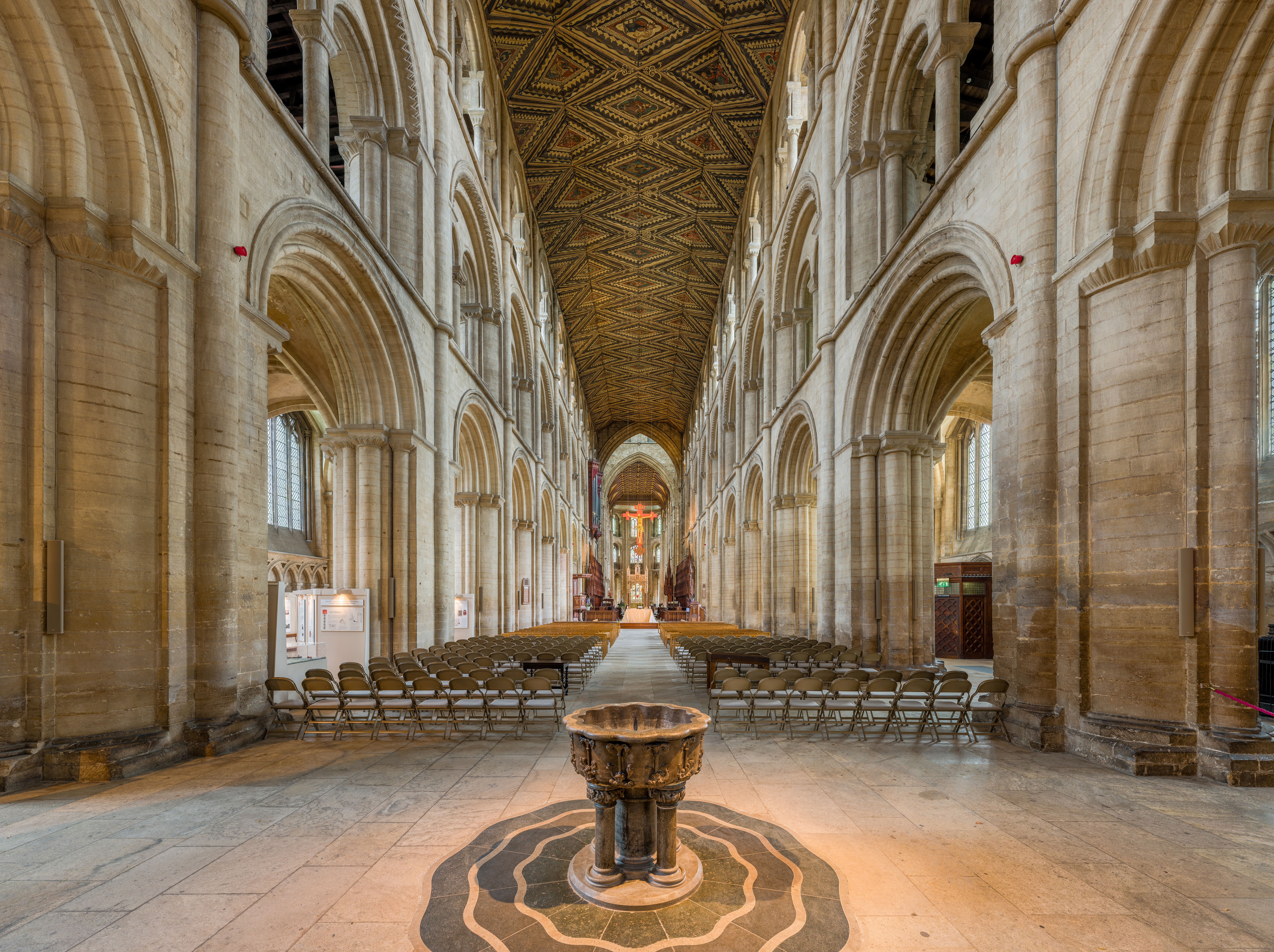
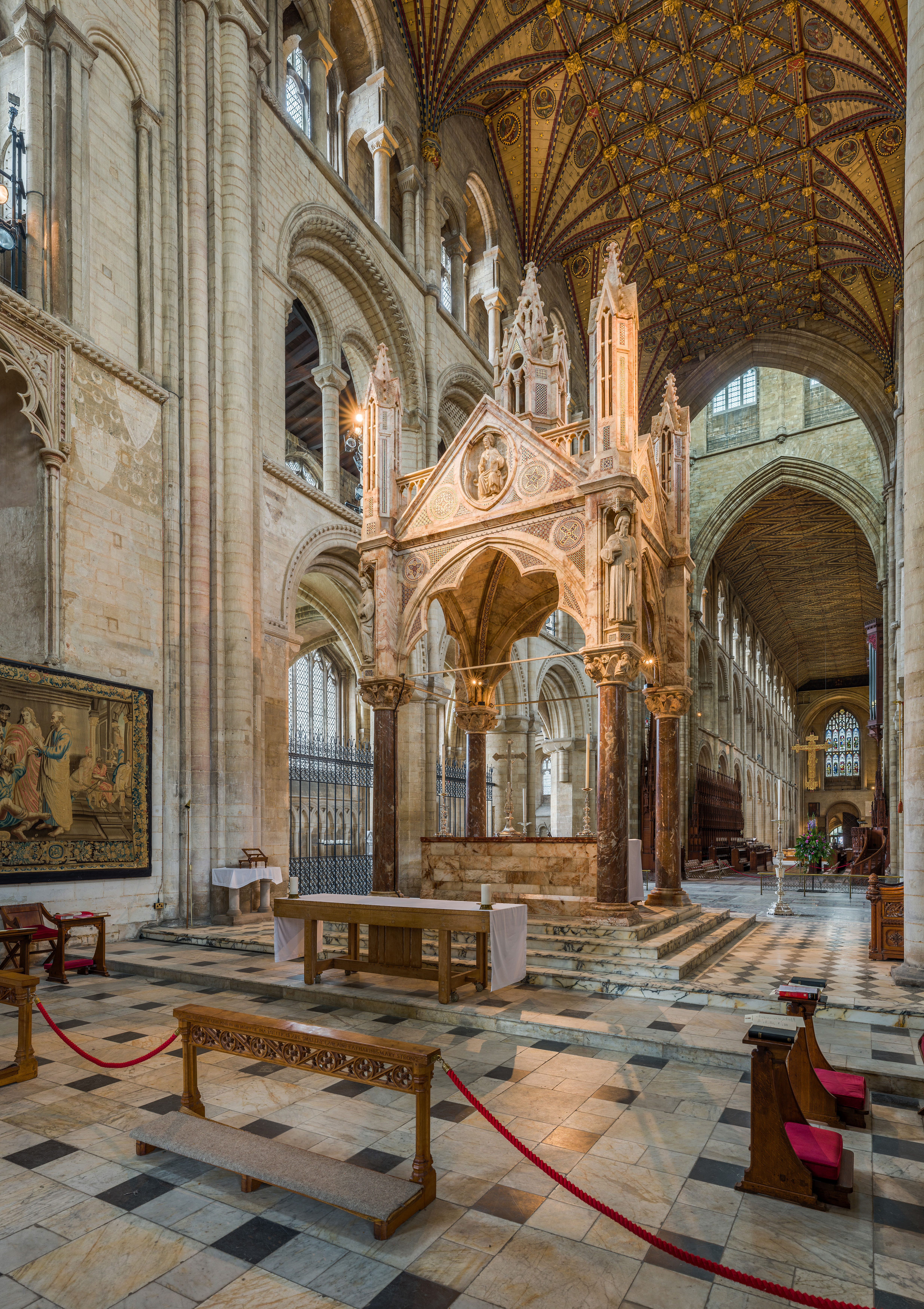
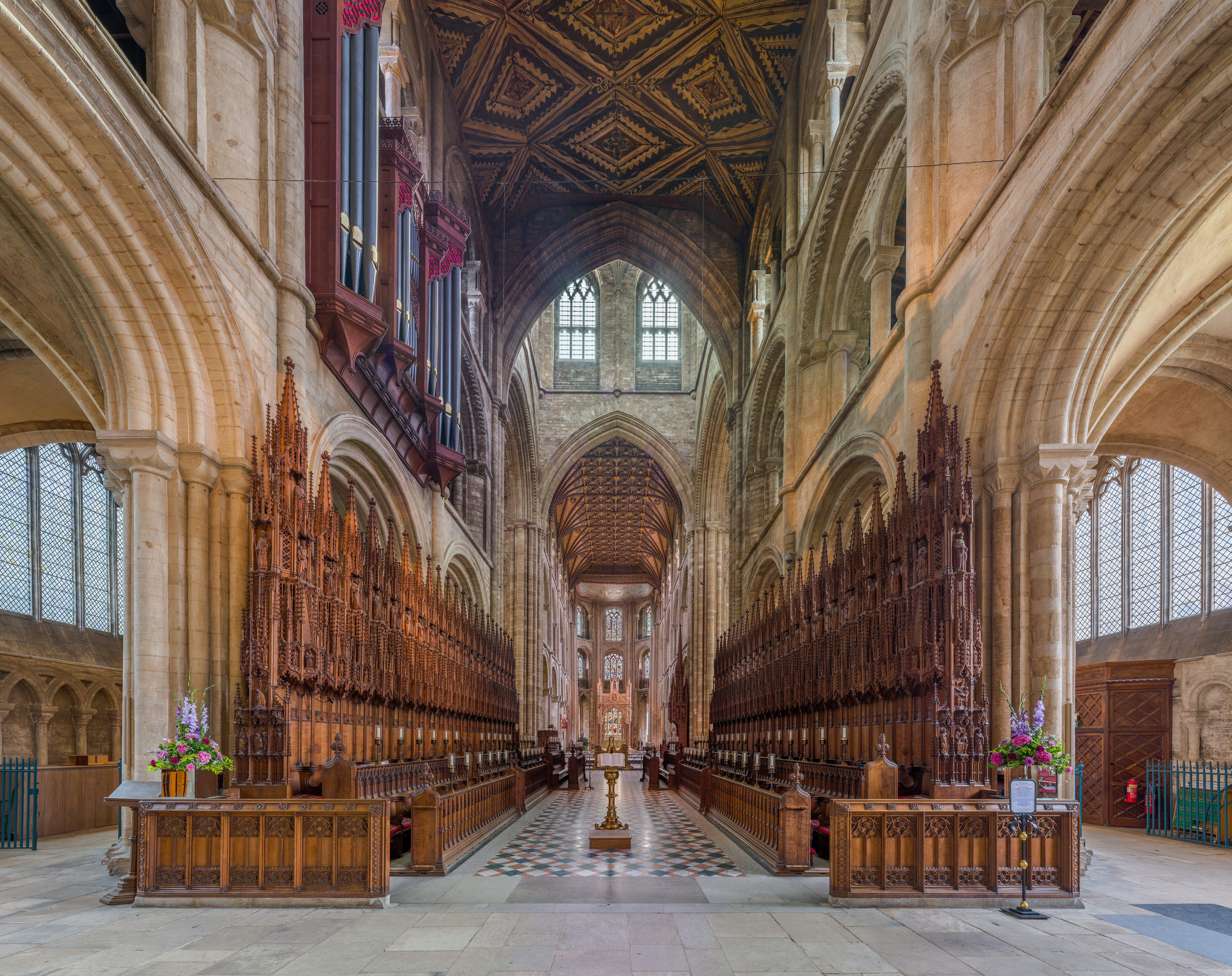
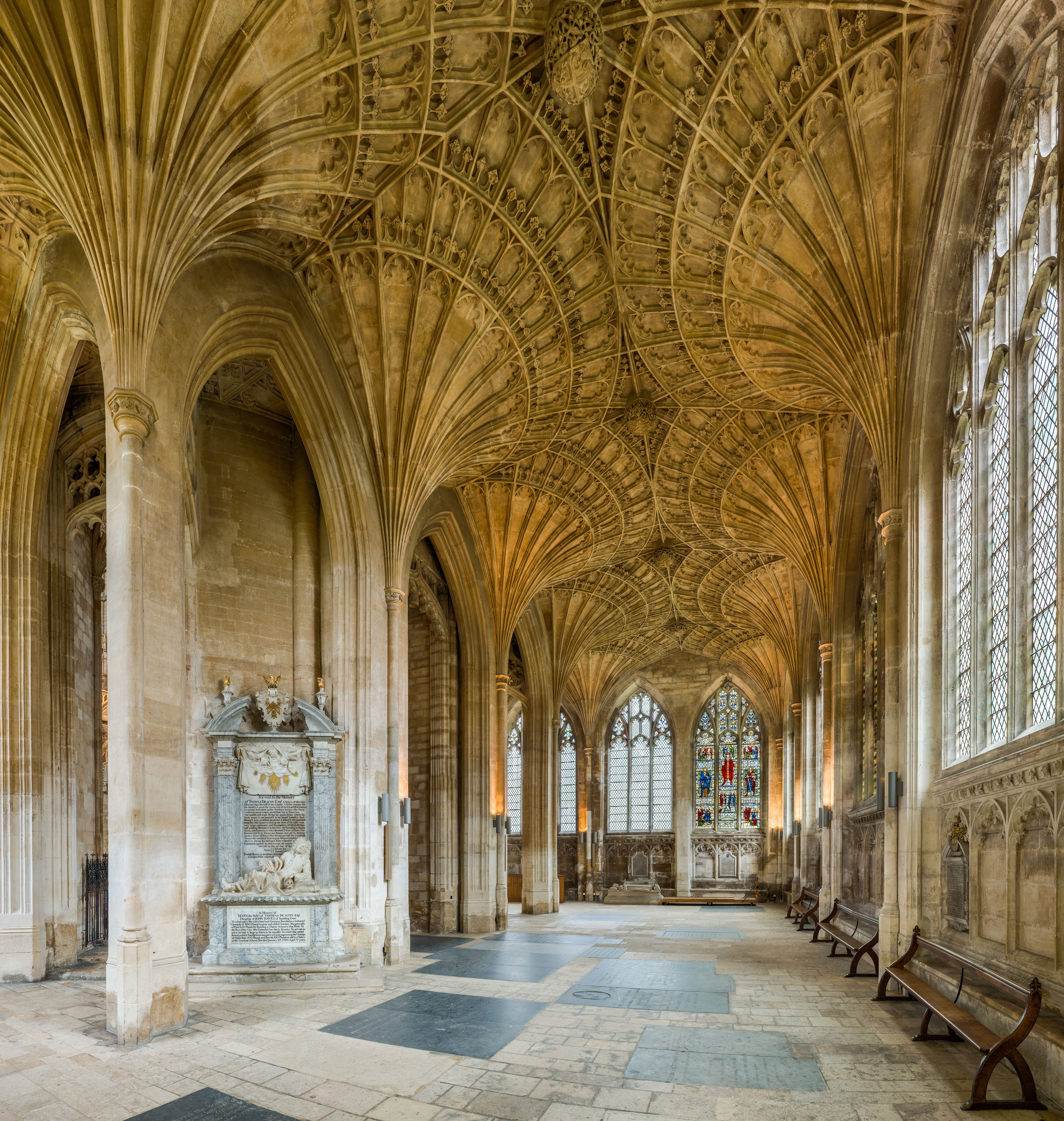
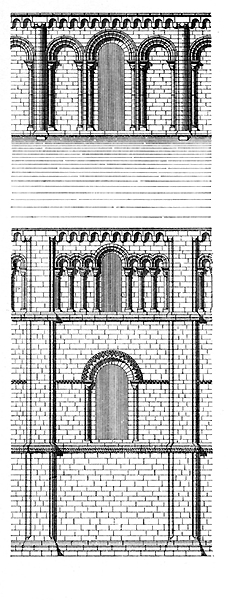
Partial elevation
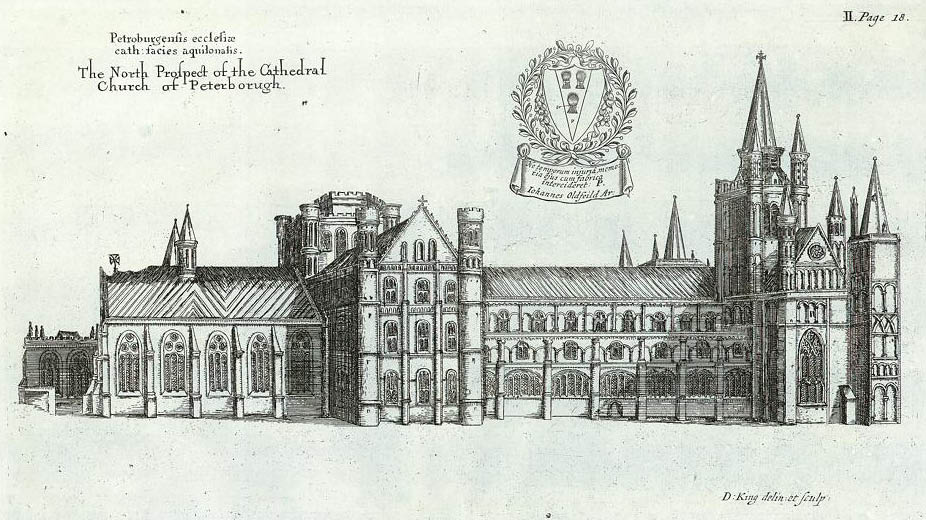
قرن ۱۷
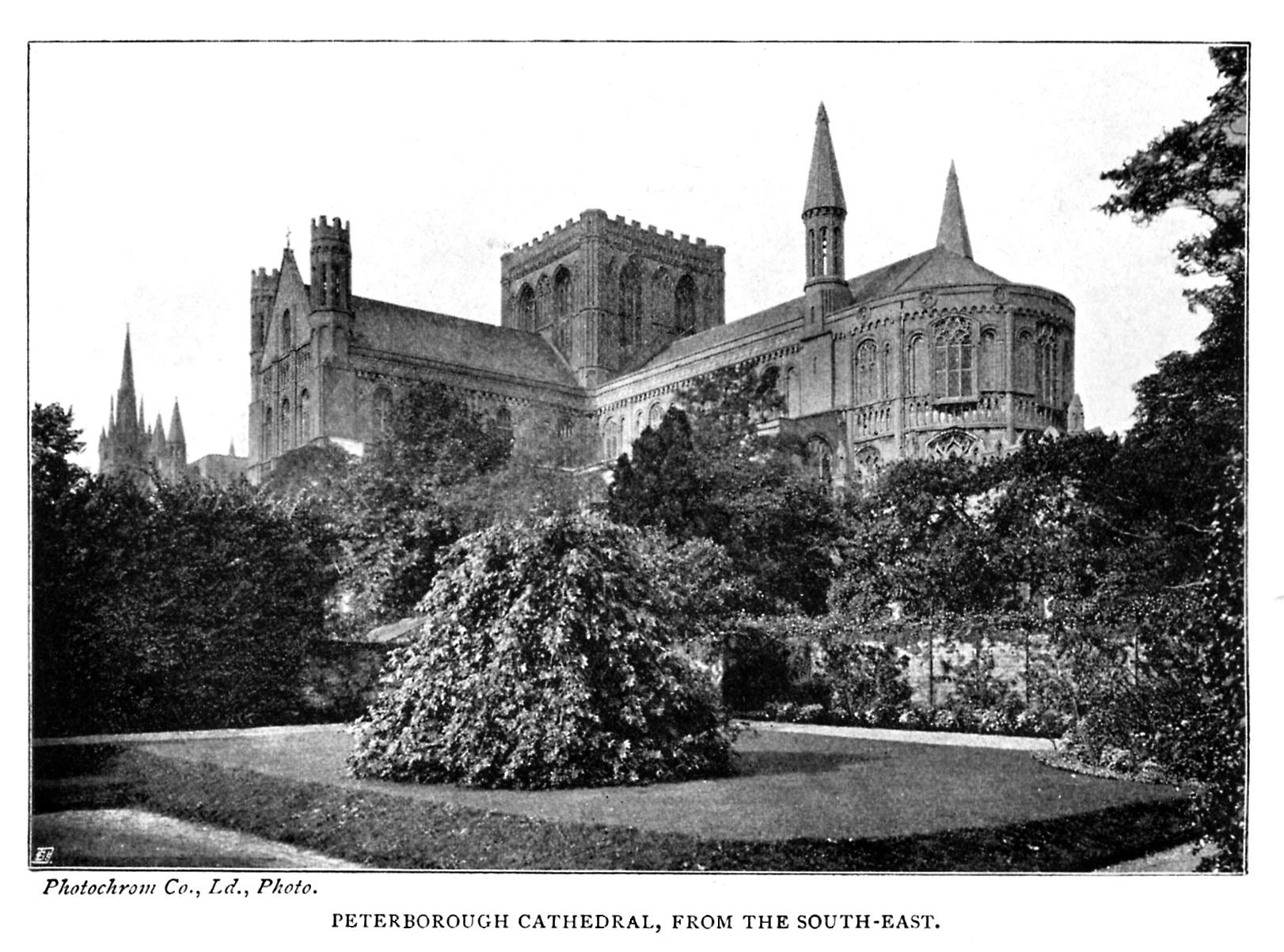
نمایی از جنوب شرقی در ۱۸۹۸، پس از بازسازی دهه ۱۸۸۰
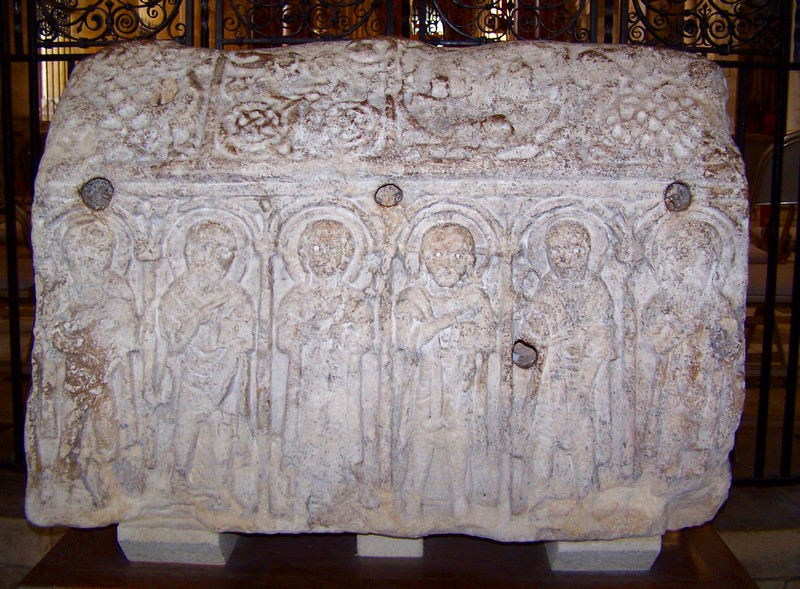
The Hedda Stone. An 8th century Anglo-Saxon carving from the original church.
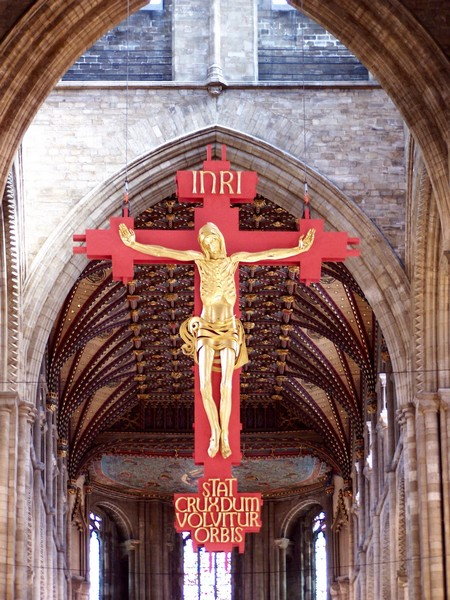
The hanging crucifix or rood designed by George Pace in 1975, the figure of Christ is by Frank Roper.
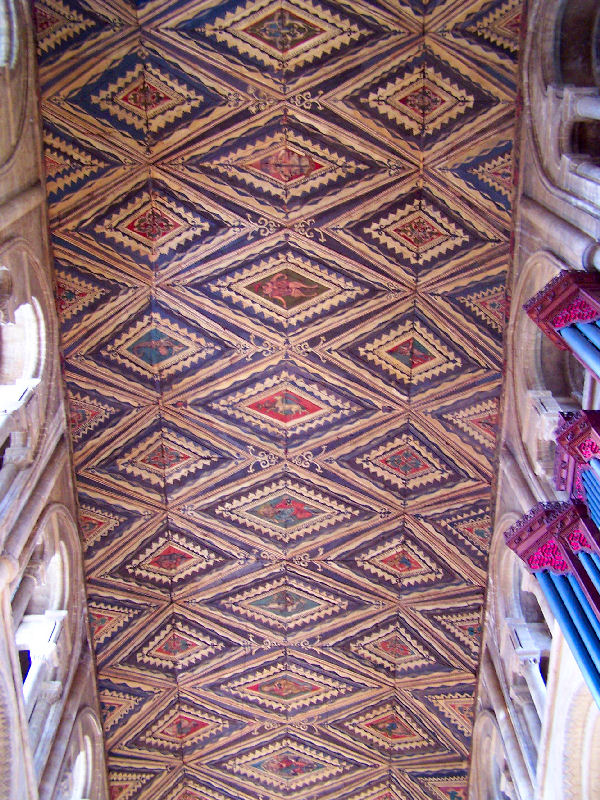
Painted nave ceiling.
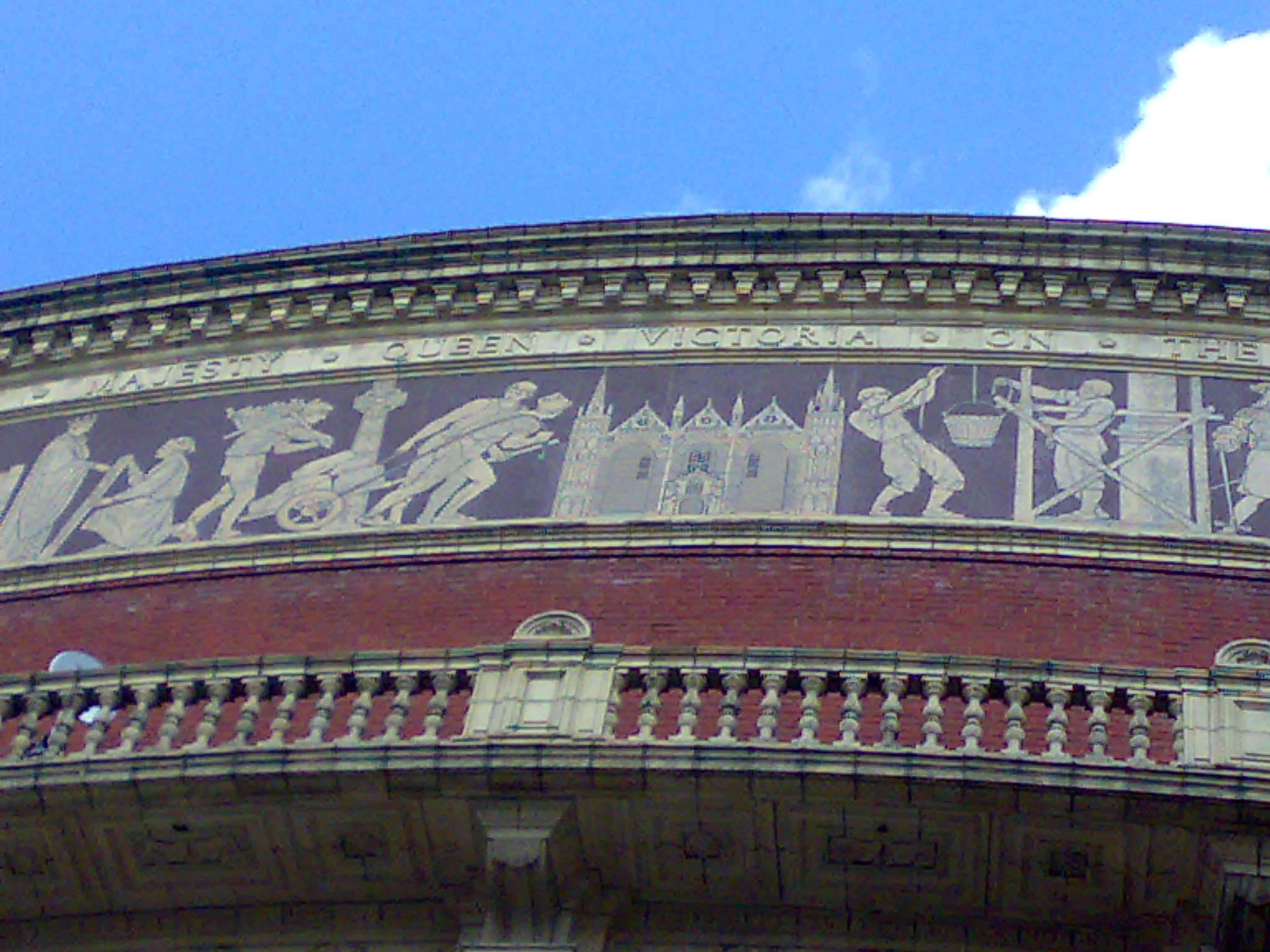
The cathedral as represented on the frieze around the رویال آلبرت هال
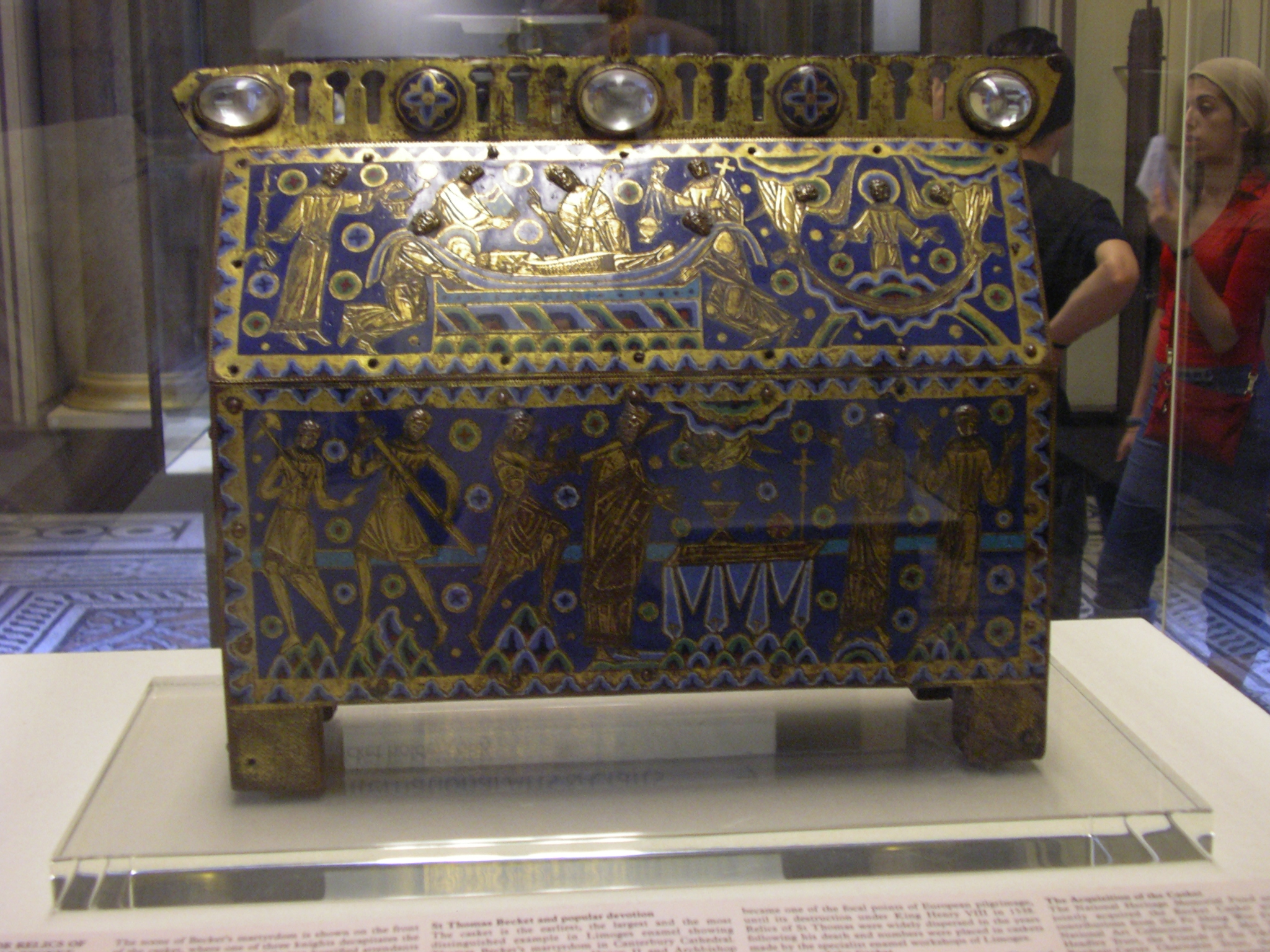